# Леонар, Филипп
Филипп Леонар (нидерл. Philippe Léonard; 14 февраля 1974, Льеж, Бельгия) — бельгийский футболист, известный по выступлениям за «Стандард», «Монако» и сборную Бельгии. Участник чемпионата Европы 2000.

## Клубная карьера
Леонар начал свою карьеру в клубе «Стандард» из своего родного города. Вместе с Михаэлем Гусенсом и Реджисом Жено он входил «поколение Трёх мушкетеров» льежской команды. Несмотря на огромный спортивный потенциал и талант, Леонар обладал крайне сложным характером, который помешал ему полностью раскрыться.
В 1993 году Филипп помог «Стандарту» выиграть кубок Бельгии, забив один из голов в финальном поединке против «Шарлеруа», а также дважды занять второе место в сезонах 1992/1993 и 1994/1995.
В 1996 году Леонар перешёл во французский «Монако». В первом же сезоне он стал чемпионом Франции. Наиболее он запомнился в полуфинальном матче лиги чемпионов против «Ювентуса», где был настоящим лидером и забил один из голов.
В 2004 году Филипп покинул «Монако» и полгода выступал за «Ниццу», после чего вернулся на родину в «Стандарт». В сезоне 2005/2006 он снова помог клубу завоевать второе место. В 2006 году он принял приглашение голландского «Фейеноорда», но не смог там заиграть и после окончания сезона перешёл в румынский «Рапид», в котором закончил карьеру.

## Международная карьера
В 1994 году Леонар дебютировал за сборную Бельгии. Он принимал активное участие в отборочном турнире к чемпионату Европы 1996 года. В последний момент Филипп был отцеплен от заявки национальной команды на участие в чемпионате мира 1998 года.
В 2000 году он принял участие в домашнем чемпионате Европы. На турнире Филипп сыграл в поединке против сборных Швеции. После конфликта в главным тренером сборной Робером Васежом Леонар последующие пять лет после Евро-2000 не вызывался в национальную команду и пропустил чемпионат мира 2002.
За национальную команду Филлип сыграл 26 матчей.

## Достижения
Командные
 «Стандард»
- Обладатель Кубка Бельгии — 1992/1993

 «Монако»
- Чемпионат Франции по футболу — 1996/1997
- Чемпионат Франции по футболу — 1999/2000
- Обладатель Кубка Франции — 2002/2003
- Обладатель Суперкубка Франции — 1997
- Обладатель Суперкубка Франции — 2000